# Завадка (гміна Коло)
Завадка (пол. Zawadka) — село в Польщі, у гміні Коло Кольського повіту Великопольського воєводства.
У 1975-1998 роках село належало до Конінського воєводства.